# Martinus Steyaert
Martinus Steyaert (Zomergem, 16 april 1647 - Leuven, 17 april 1701) was een Zuid-Nederlandse theoloog en apostolisch vicaris van de Rooms-Katholieke Kerk.
Martinus Steyaert was een zoon van de welgestelde boer Willem Steyaert en Marie de Rycke. Hij studeerde humanoira bij de Augustijnen in Gent en daarna filosofie en theologie in Leuven en was er van 1672 tot 1675 professor in de filosofie. Hij behaalde in 1675 zijn doctoraat in de theologie. In 1673 trad hij aan als secretaris van de bisschop van Ieper, Henricus de Halmale die hem voorzag van een prebende en verzorgde hij lessen in de theologie.

## Loopbaan
Steyaert was een merkwaardige man en werd er van verdacht het Jansenisme aan te hangen. Desondanks stuurde de theologische faculteit van Leuven hem in 1676 naar Rome om bij Paus Innocentius XI de leer van Leuvense universiteit te verdedigen. Terug in Leuven werd hij steeds belemmerd in zijn loopbaan. Hij vestigde zich weer in Ieper waar hij als theologaal werkte en het bestuur van het bisdom gebruik maakte van zijn kennis en ervaring. In december 1682 mocht hij weer in Leuven terugkomen. Daar bleek zijn naam te zijn opgenomen op een lijst van vijf jonge theologen die van de paus en de koning niet bevorderd mochten worden. Vanaf 1684 ontwikkelde hij zich steeds meer als anti-Jansenist en in 1685 werd door diplomatie van internuntius Tanara het veto ingetrokken. In 1685 werd hij opgenomen in de universiteitsraad in Leuven, werd er professor en president van het Baiuscollege. In 1688 was hij rector van de Leuvense universiteit. Op voorspraak van de internuntius van Brussel werd hij in 1691 benoemd tot apostolisch vicaris van 's-Hertogenbosch. In maart 1693 werd hij Deken van de St. Pieterskerk.
Als hoogleraar raakt Martinus Steyaert betrokken bij tal van conflicten. Hij werd ervan beschuldigd "35 lakse leestellingen" aan te hangen en werd bedreigd met ontheffing uit zijn professoraat en hem werd verboden om nogmaals rector te worden. Ook raakte hij in conflict met de Raad van Brabant in verband met een thesis waarin belastingontduiking werd goedgepraat.

## Apostolisch vicaris
Het was Steyaert door een verbod van de regering niet toegestaan in de Meierij te verblijven. In feite werd het bisdom bestuurd door de capucijn Jacobus van Sint-Truiden. Toch trotseerde hij meerdere malen het verbod en bezocht hij zijn parochies. Zo was hij in 1692 in Alem en in 1696 in Blaarthem om pastoor Sichem te benoemen tot deken van Eindhoven. Echter, de plaatselijke geestelijkheid wenste geen vreemdeling die door een verbod van de regering niet in zijn bisdom kon verblijven en zag liever iemand uit eigen kring die dat wel kon. Als gevolg hiervan gaf Steyaert - in de hoop op een benoeming elders in de Zuidelijke Nederlanden - aan ontslagen te willen worden. De H. Stoel besloot hem te benoemen tot bisschop van Roermond, maar voor het zover was overleed Steyaert. Hij werd begraven in de Pieterskerk in Leuven. Op het Maarten Steyaertplein in de dorpskern van Zomergem staat de als monument beschermde dorpspomp waarop het beeld prijkt van Martinus Steyaert.

## Werken
- Steyaert publiceerde vele theologische verhandelingen zoals Theologiæ practicæ aphorismi pars prima. Vele van de verspreide geschriften werden na zijn dood opgenomen in zes delen van de Opuscula Ex. D. Martini Steyvaert.
- Opuscula ex. D. Martini Steyaert ... (volume 1,  2 en 3)  zijn besschikbaar via KU Leuven Bijzondere Collecties

- Biblioteca Nacional de España: XX1757877
- Bibliothèque nationale de France: cb17035419g (data)
- Biografisch Portaal: 32680227
- Digitale Bibliotheek voor de Nederlandse Letteren: stey027
- Gemeinsame Normdatei: 129584355
- International Standard Name Identifier: 0000 0000 6150 0894
- Library of Congress Control Number: n00060204
- Nederlandse Thesaurus van Auteursnamen: 071643907
- Système universitaire de documentation: 081974914
- Virtual International Authority File: 1095268
- WorldCat: E39PBJk94drT9PXJyb6cfpyPQq